# نوريكو ايمورا
نوريكو ايمورا (باليابانية: 上村典子؛ بالكانا: うえむら のりこ) هي مؤدية صوت يابانية، ولدت في 15 يوليو 1963 في تشو-كو، فوكوكا في اليابان.

## وصلات خارجية
- نوريكو ايمورا على موقع IMDb (الإنجليزية)
- نوريكو ايمورا على موقع قاعدة بيانات الفيلم (الإنجليزية)
- نوريكو ايمورا على موقع ANN person (الإنجليزية)